# Endling: Extinction is Forever
Endling: Extinction is Forever — приключенческая игра в жанре инди и выживания, разработанная испанской студией Herobeat Studios и изданная немецкой HandyGames. 19 июля 2022 года игра была выпущена для Microsoft Windows, Nintendo Switch, PlayStation 4 и Xbox One , 6 октября 2022 года для Amazon Luna, 3 ноября 2022 года для PlayStation 5 и Xbox Series X/S.

## Геймплей
Endling — игра на выживание от третьего лица в трехмерном мире с боковой прокруткой. Игрок защищает лису и её детенышей. Щенки могут приобретать различные навыки, которые помогут увеличить их шансы на выживание.

## Сюжет
В постапокалиптическом мире беременная лиса пытается спастись от лесного пожара, вызванного деятельностью человека. Получив травму после падения, она ищет убежище, где рожает своих детенышей. Однажды ночью мусорщик словил одного из ее щенков. Мать отправляется на поиски, одновременно она должна обеспечить выживание других своих детенышей в загрязненном и пустынном мире. На своем пути она встречает самых разных персонажей: охотников, скорняка, мать-барсука, с которой она может подружиться, и, наконец, Молли, девочку, которая помогает лисьему семейству, давая им еду. Через несколько ночей погони по следам мусорщика, лиса наконец находит его, а с ним также своего щенка. Молли оказывается дочерью мусорщика, она очень больна и нуждается в том, чтобы ее отец купил лекарства, которые он не может себе позволить. Молли умирает, а её безутешного отца-мусорщика на следующий день можно найти мёртвым, с топором в груди. Вскоре после этого происходит большое наводнение. Лисятам удается забраться в плавучую ванну, и лиса-мать пытается их догнать, но ее сбивает бочка и уносит течением. Она оказывается в безлюдном месте и слышит своих детенышей, поэтому, несмотря на то, что она ранена, она идет спасать их из грязной лужи. Как только она вытаскивает их всех, они отправляются в долгое путешествие, находят мать-барсука, оплакивающую потерю своего детеныша. Далее им встречается скорняк, на этот раз с ружьем. Наконец они оказываются рядом с участком, покрытым растительностью, который кажется охраняемой территорией. Им надо проложить себе путь через забор, отделяющий этот лесной массив от остального мира. Мать-лиса раскапывает проход под забором, первыми пролезают лисята, за ними мать. Но в нее попадает выстрел скорняка. Тяжело раненная, она с помощью щенков продвигается вперед, но падает в обморок и умирает. В финальной сцене детеныши прижимаются к ее трупу, а затем продолжают свой путь с матерью-барсуком, которая заботится о них.
Существует множество вариантов концовок в зависимости от того, сколько детенышей лисы выживет, и от того, помогает ли лиса барсучихе.

## Отзывы критиков
| Сводный рейтинг       | Сводный рейтинг |
| Агрегатор             | Оценка          |
| --------------------- | --------------- |
| Metacritic            | 75/100          |
| Иноязычные издания    |                 |
| Издание               | Оценка          |
| GameSpot              | 7/10            |
| Nintendo World Report | 8/10            |

Игра получила в целом положительные отзывы с совокупной оценкой 75/100 от Metacritic, было отмечено четкое послание о необходимости защиты окружающей среды. Сайт Gamespot оценил игру в 7 из 10, сделав упор на актуальности тем коррупции и загрязнения окружающей среды, продуманности игрового процесса и критикуя малое количество игровых механик и кратковременность игры (2 часа).
Критика от Nintendo World Report касалась устаревшего и монотонного геймплея, с положительной стороны была отмечена актуальность истории, имеющей отношение к реальному миру.
Игра была номинирована на The Game Awards 2022 в категории «Наибольшее социальное влияние», но уступила победу As Dusk Falls.